# Phyllachora mayepeae
Phyllachora mayepeae är en svampart som beskrevs av F. Stevens & Dalbey 1919. Phyllachora mayepeae ingår i släktet Phyllachora och familjen Phyllachoraceae.   Inga underarter finns listade i Catalogue of Life.